# Mysteriekult

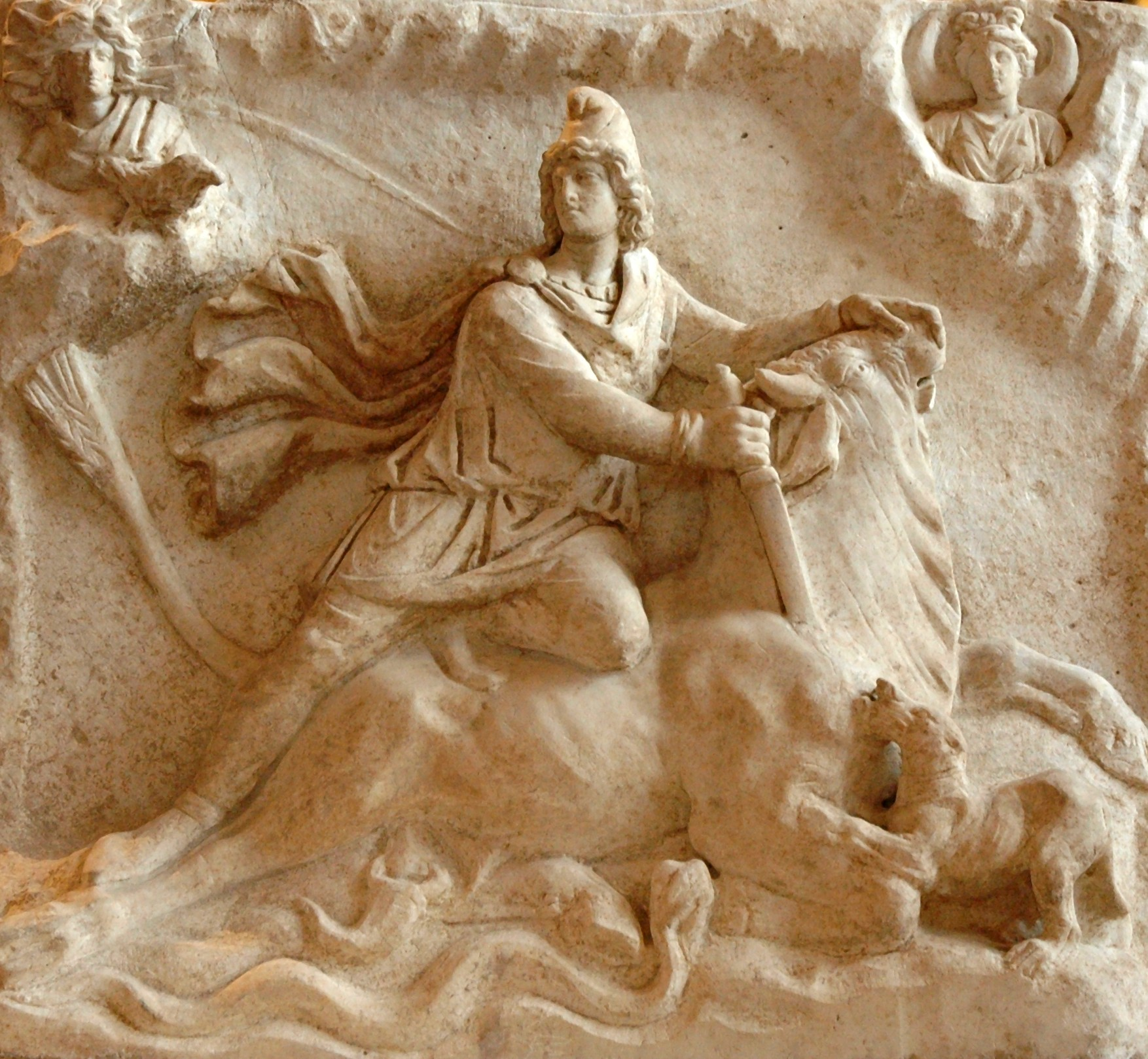
Dyrkan av Mithras var central inom mithraismen.

En mysteriekult är en religion vars centrala ritualer är hemliga och endast känns till av de invigda. Dock är det vanligt att myter, trosföreställning och teologi är tillgängliga för utomstående. Mysteriekulter förekom under antiken i den hellenistisk-romerska världen då hellenismen hade stor påverkan på dess spridningar. Namnet mysterie härstammar från det grekiska ordet μυστήριον, mystêrion (pluralis mystêria), vilket betyder "hemlighet".
Alla religioner som förekom i den antika världen klassas inte som mysteriekulter då termen är begränsad. Vilka religioner som skall klassas som mysteriekulter diskuteras inom den religionshistoriska forskningen[källa behövs]. Ett första kriterium kan anses vara att det förekom en sluten invigningsrit.

## Exempel på mysteriekulter
- Mithraism
- Dionysos-kulten
- Isis-kulten